# VR战警3
《VR战警3》是世嘉的VR战警光枪射击游戏系列的第三款也是最後一款作品,於2003年在遊戲機台獨佔發行。該遊戲提供標準和豪華兩種機台格式,運行在世嘉Chihiro遊戲硬體上。原本計劃移植到Xbox平台,但後來取消了。

## 遊戲玩法
《VR战警3》保留了前作的遊戲玩法,玩家使用槍型控制器射擊螢幕上的敵人。遊戲引入了一種慢動作「子弹时间」機制——「ES模式」,玩家可以通過踩下腳踏板來減慢時間。在ES模式下,隨著玩家的ES能量條消耗,時間會變慢,讓玩家可以射擊子彈。擊中更多敵人可以補充能量條。
《VR战警3》還允許玩家通過按下槍上的按鈕在不同武器之間切換,而不是像系列前作那樣只能使用一種武器。可選武器包括史密斯威森M29左輪手槍、伯奈利M4 Super 90半自動霰彈槍、HK MP7個人防衛武器和HK G36突擊步槍。與前幾部類似,玩家可以選擇難度不同的三個任務來通關遊戲。遊戲中使用的新設計槍械名為Guardian II,由知名模型槍製造商東京丸井設計。

## 故事
VR战警3有三個章節(稱為任務),可以按任意順序遊玩。遊戲跟隨Michael "Rage" Hardy、James "Smarty" Cools和Janet Marshall調查Virtua City的新犯罪集團ECM所進行的三起犯罪活動。

### 簡單任務:Angel Allow
ECM佔領了一座大型藥房大樓。Rage和Smarty被VCPD派去逮捕入侵者並確保大樓安全。在藥房任務期間,Rage和Smarty遇到一個神秘男子,名叫"Gale",是個意圖不明的忍者。深入藥房研究實驗室,Rage和Smarty遇到了一個名叫"Glitter"的人,他是入侵的幕後黑手。雖然VCPD設法確保了藥房大樓的安全,但Janet收到了令人不安的消息,藥房的基因克隆樣本不見了。

### 普通任務:Stray Cat
ECM正在搶劫Virtua City市中心的一家大銀行。VCPD防暴隊不是ECM軍火的對手,促使Rage和Smarty前來協助處於劣勢的防暴隊。一旦Rage和Smarty在大樓裡發現搶劫的幕後黑手Brand,就開始了追逐,但在Rage和Smarty忍受干擾並設法走出大樓後,Gale再次打斷了他們。Rage和Smarty從Gale手下倖存,追捕銀行搶匪,最終被逼到Brand藏身的地鐵。Virtua Cops和Brand之間的最終戰開始了。在銀行任務結束時,Janet收到了令人不安的消息,ECM銀行搶劫的原因是為了取回一個裝有恐龍基因的保險箱。

### 困難任務:Owl Strike
ECM佔領了一個軍事基地。Rage、Smarty和Janet通過下水道發動偷襲,最終追上了軍事基地。忍受著嚴密守衛的地區,三人進入機庫,一個蟹狀機甲挑釁三人進行生死決鬥。駕駛員露出真面目,原來是Joe Fang(前兩部 Virtua Cop 的最終頭目)。儘管Rage看到Fang時震驚不已,但載具還是被摧毀,軍事基地得到保護。

### 額外任務:Heaven's Door
根據任務完成順序和玩家的表現,玩家可能會被要求進行這最後一項任務,幕後情節在此揭曉。
Rage、Smarty和Janet被派往ECM的主要地下設施。Janet駭入入口,卻再次遇到Gale,他在機庫裡向三人發起決鬥挑戰。三人乘坐電梯平台,與Joe Fang克隆人戰鬥。電梯把他們帶到了真正的Joe Fang面前,他開始將恐龍基因注入自己的人類DNA,變異成被稱為"Dino Fang"的怪物、惡魔般的形態,Virtua Cops再次與他展開最後的戰鬥。最終,他們打敗了Dino Fang,ECM的主要設施在Virtua Cops險些逃離爆炸時自毀。案件至此告破,ECM的陰謀被記錄在VCPD的檔案中。

#### 解鎖條件
要遊玩這個任務,玩家必須滿足以下條件:
1. 任務必須按以下順序完成:簡單任務、普通任務和困難任務
2. 在普通任務中,玩家不能讓Brand逃脫
3. 在困難任務中,擊敗蟹狀機甲頭目後,玩家必須摧毀所有導彈

## 開發過程
1997年初,《电子游戏月刊》雜誌報導「《VR战警3》正在開發中,但要到9月的日本娛樂機器與營銷協會展才會首次亮相」。後來有報導指出《VR战警3》將於1998年發行,並使用世嘉Model 3遊戲機硬體。

## Xbox版
原本計劃在以Chihiro遊戲機台硬體為基礎的初代Xbox上推出《VR战警3》。然而,據報導,由於必須專門為該遊戲推出一款光線槍,成本太高,導致遊戲發行計劃被取消。不過,使用者透過一些修改,已經能夠在現有的Xbox硬體上運行該遊戲。透過軟改和安裝額外的64MB RAM(使機器中的總RAM增加到128MB),遊戲可以啟動和運行,但不能與任何Xbox光線槍相容。
由於原版街機遊戲使用紅外線LED和感應器,因此在Xbox上遊玩需要類似技術的光線槍,例如EMS Top Gun。使用光線槍還需要承擔無法使用前述ES模式的代價,因為沒有與Xbox相容的光線槍具有啟動ES模式所需的左扳機按鈕。只有使用標準的Xbox控制器遊玩《VR战警3》,才能在Xbox上使用ES模式。

## 外部連結
- Official Website，存档于（存檔日期 2009-12-11） （日語）
- Killer List of Videogames上的《VR战警3》
- . AllGame. （原始内容存档于2014-01-01）.